# Ernici

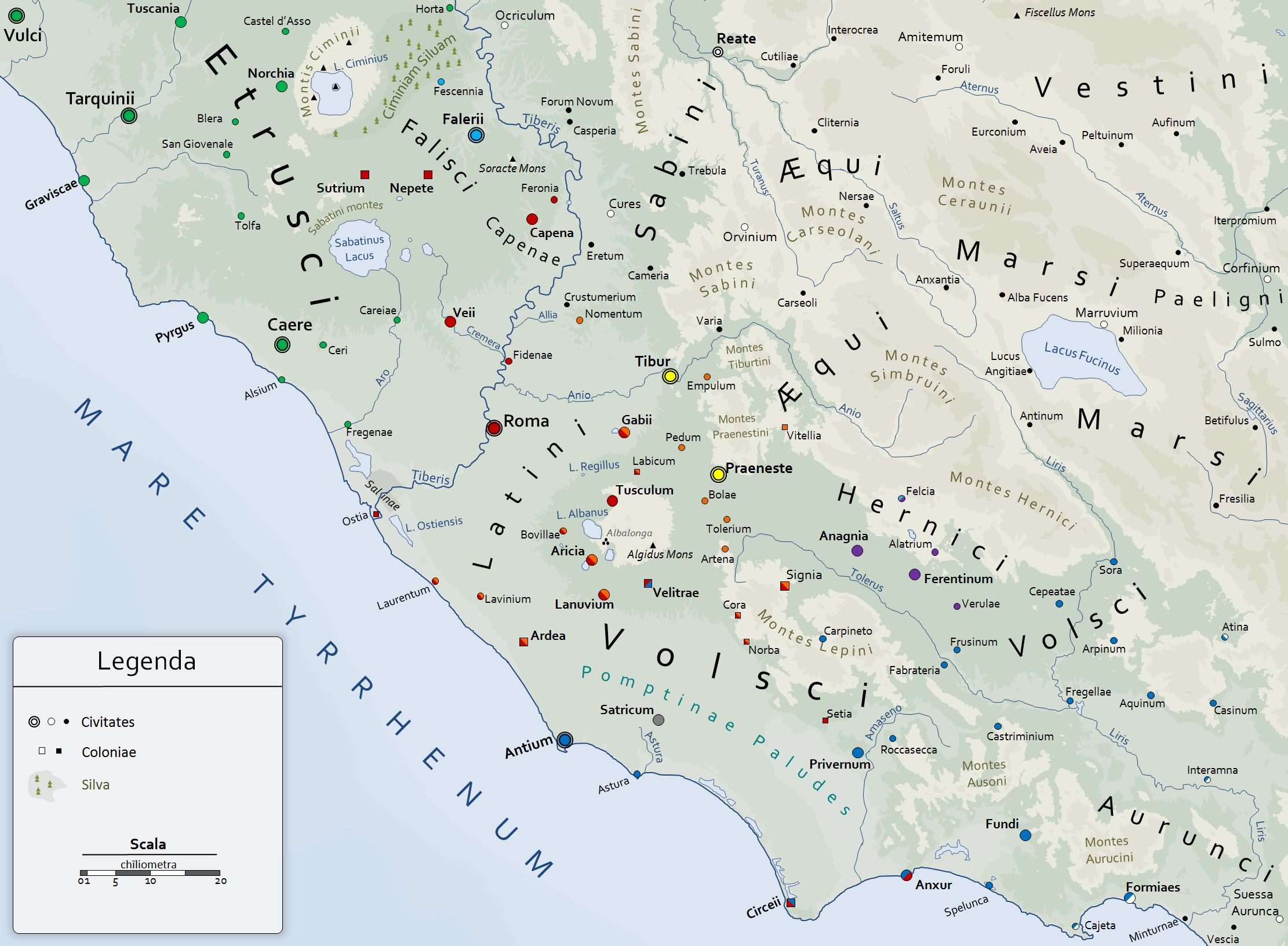
Gli Ernici nell'antico Latium vetus.

Gli  Ernici erano un antico popolo italico  il cui territorio era situato nel Lazio fra la valle del Liri e la valle del Sacco (Trerus); confinavano con i Volsci a sud e con gli Equi ed i Marsi a nord. Erano vicini delle città di Lanuvium, Albalonga e della stessa Roma.
Le principali città abitate dagli Ernici erano Aletrium, Anagnia, che ne era la capitale religiosa, Ferentinum, Verulae.

## Etnonimo
Il nome degli Ernici, come quello dei Volsci, manca dalla lista delle popolazioni italiche che Polibio  elenca tra quelle in grado di fornire truppe nel 225 a.C.; a quella data, quindi, il loro territorio non poteva essere più distinto dal Lazio e sembra probabile che già allora avessero ricevuto la completa cittadinanza romana.  Le più vecchie iscrizioni latine del distretto (da Ferentinum) sono precedenti alla guerra sociale e non presentano caratteristiche locali.
Della lingua degli Ernici, in assenza di rinvenimenti epigrafici, si conoscono solo due parole tramandate dalla tradizione: "buttuti", che si ritiene indicasse delle litanie cantate dalle donne durante delle cerimonie religiose, e "samentum", che si riferiva alla pelle di un animale sacrificato indossata dal sacerdote.
Il loro nome, che probabilmente deriva da herna (una voce arcaica marsicana che significa "pietra"), tuttavia con la terminazione in "-co ", li classifica insieme alle altre tribù il cui nome termina in "-co", (come i Volsci) che sembrerebbero essere stati i primi abitanti della costa occidentale dell'Italia, piuttosto che le tribù i cui i nomi sono stati formati con il suffisso "-no".

## Storia
Degli Ernici parla Strabone, che in relazione a Roma, li cita tra i popoli vicini. Distinti anche dagli Aborigeni.
Oltre all'origine marsica, attestata nell'epitome di Festo di Paolo Diacono, Virgilio nell'Eneide  citando gli Ernici come abili frombolieri, racconta che usavano indossare solo un calzare il che, è stato fatto notare, era usanza tra gli Etoli
All'epoca dei re di Roma, gli Ernici si allearono con i Romani e i Tuscolani, nella guerra combattuta da Roma contro Veio, al tempo del re Tullo Ostilio nel 672 a.C.. Il condottiero anagnino Levio Cispio, comandante supremo dell'esercito ernico, difese Roma dall'attacco degli Albani, e i Romani in segno di riconoscenza chiamarono il colle che aveva difeso come Colle Cispio, parte del Colle Esquilino.
A metà del VI secolo a.C. Alatri, Anagni, Ferentino e Veroli stringono un'alleanza detta Lega Ernica per difendersi dall'espansionismo di Volsci e Sanniti. Secondo Dionisio di Alicarnasso, nel 530 a.C. Tarquinio il Superbo, per estendere la potenza di Roma nel Lazio, strinse alleanza con 47 città, sedici delle quali erano erniche. Per tenere unita questa alleanza, istituì delle feste religiose chiamate "ferie latine" che si tenevano ogni anno nel tempio di Giove Laziale sul Monte Cavo. Quando nel 508 a.C., dopo 22 anni di regno, fu cacciato da Roma ed accolto dal re degli Etruschi Porsenna, Tarquinio chiese aiuto agli Ernici perché lo riportassero sul trono, ma i Romani chiesero agli Ernici di mantenere fede all'alleanza. Questi ultimi decisero di aiutare il re spodestato, ma furono fermati dal dittatore Aulo Postumio Albo Regillense e successivamente, nell'anno 496 a.C., vennero sconfitti nella Battaglia del Lago Regillo da Ottavio Mamilio e da Sesto Tarquinio.
Dopo questa sconfitta gli Ernici si allearono con i Volsci per combattere nuovamente contro Roma; infatti, in un discorso di Agrippa Menenio Lanato riferito da Dionisio d'Alicarnasso, gli Ernici, sono chiamati nemici di Roma (anno 493 a.C.). Nel 497 a.C. il territorio romano venne più volte invaso e devastato dagli Ernici. Per lungo tempo mantennero la loro indipendenza e nel 486 a.C. erano ancora abbastanza forti da concludere un trattato in condizioni di uguaglianza con i Latini.
Si allontanarono da Roma già nel 362 a.C.; ma fu nel 306 a.C. che gli Ernici persero definitivamente la propria autonomia quando, ribellatasi Anagnia (ma non le città di Aletrium, Verulae e Ferentinum) in conseguenza delle decisioni assunte contro di loro dai Romani dopo la fine della Seconda guerra sannitica, essi furono sconfitti definitivamente e annientati dall'esercito romano condotto dal console Quinto Marcio Tremulo. La loro città principale Anagnia fu presa e ridotta ad una praefectura, mentre Aletrium, Verulae e Ferentinum furono costrette ad accettare un compromesso per godere della libera cittadinanza.

## Lingua
Non c'è prova che indichi che gli Ernici romanizzati abbiano mai parlato un dialetto realmente diverso dai Latini; ma una o due glosse indicano che ebbero caratteristiche proprie di vocabolario, come ci si può aspettare fra popoli che abbiano mantenuto le loro abitudini locali.
In una fase più arcaica gli Ernici dovettero possedere una propria lingua di ceppo osco-umbro.